# 김지섭
김지섭(金祉燮, 1884년 7월 21일~1928년 2월 20일)은 의열단원으로 일본 왕궁에 폭탄 투척을 시도한 한국의 독립운동가다. 호는 추강(秋岡)이며, 경상북도 안동(安東) 출생이다.

## 생애
상주보통학교 교원을 거쳐 금산지방법원 서기겸 통역, 풍산김씨 일가인 김응섭(金應燮) 법률사무소 상주출장소원을 지냈다.

## 독립운동

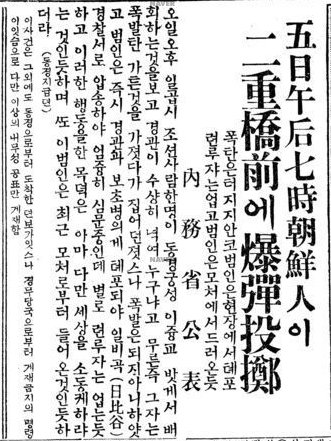
1924년 1월 7일 해당 동아일보 기사

경술국치 후 사직하고 귀향하여 김원봉, 곽재기, 김시현 등과 독립 운동을 의논하였다. 

1919년 3·1 운동 때 독립운동에 가담하여 활약하다가 1920년 중국으로 망명, 1922년 의열단에 입단하였고 상하이·베이징 등지에서 독립운동을 하였다.

1923년 한국내 일본 시설 파괴를 위해 폭탄 36개를 상해에서 안동을 거쳐 서울로 반입하려고 하였으나 황옥(黃鈺)이란 일본 첩자의 활동으로 일본에 발각되어 동지 3명이 붙잡히고 그는 김원봉, 장건상 등과 상해로 피신하였다.

이후 9월 1일 관동대지진으로 한인들이 학살 당한 소식을 듣고 1924년 동경에서 개최되는 제국의회에 참석하는 일본 고관들을 저격하고자, 폭탄 3개를 휴대하고 1923년 12월 20일에 상해를 출발하여 31일 후쿠오카에 도착하였다. 이때 고바야시 간이치(小林貫一)의 도움을 받았다고 한다.
1924년 1월 3일 도쿄에 잠입하였으나, 제국의회가 무기한 연기되었다는 신문기사를 보고 계획을 변경하여 일본 궁성(宮城)의 니주바시(二重橋)에 폭탄 3개를 던지기로 했다. 1월 5일에 왕궁진입을 시도하며 폭탄을 던졌으나, 3개 모두 불발되고 현장에서 체포되었다.
그의 변호사 후세 다쓰지는 "조선 민중 전체의 의사를 대표한 사람"이고 폭탄이 불발했으니 불능범이라 무죄를 주장했으나, 검찰은 사형을 구형하고 재판부는 무기징역을 선고했다. 시곡형무소(市谷刑務所)에서 옥고를 치르다 천엽형무소(千葉刑務所)로 이감되었다. 1927년에 징역 20년으로 감형되었으나 1928년 2월 20일 뇌일혈로 옥중에서 순국하였다.

## 사후
- 대한민국 정부는 그의 공헌을 기려 1962년 건국훈장 대통령장을 추서하였다.

## 유물
김지섭이 1924년 1월 5일 일본 도쿄 왕궁 입구의 이중교에 수류탄 3발을 던지고 투옥된 후, 옥중에서 동생과 부인에게 보낸 편지 4건이 남아있다. 동생 김희섭에게 보낸 편지 3건에는 판결 언도일을 앞둔 상황에서도 의연한 태도, 투옥된 동지의 안부, 아들에 대한 애틋함과 가족에 대한 염려가 담겨있다. 아내인 권석희에게 보낸 유일한 한글 편지에는 김지섭이 수감된 일본까지 면회를 오려는 아내를 만류하는 절절한 안타까움이 담겨있다. 2021년에 문화재로 등록 예고되었다.

## 같이 보기
- 니주바시 폭탄 의거(일본어)
- 독립유공자로 대통령장을 수여받은 사람